# 分部積分法
分部積分法又稱作部分積分法（英語：Integration by parts），是一種積分的技巧。它是由微分的乘法定則和微積分基本定理推導而來的。其基本思路是将不易求得结果的积分形式，转化为等价的但易于求出结果的积分形式。

## 規則
假設{\displaystyle h(x)\ }與{\displaystyle k(x)\ }是兩個連續可導函數。由乘積法則可知
{\displaystyle {\frac {{\rm {d}}(hk)}{{\rm {d}}x}}={\frac {{\rm {d}}h}{{\rm {d}}x}}k+h{\frac {{\rm {d}}k}{{\rm {d}}x}}}
對上述等式兩邊求不定積分，得
{\displaystyle {\begin{aligned}hk&=\int {\bigg (}{\frac {{\rm {d}}h}{{\rm {d}}x}}k+h{\frac {{\rm {d}}k}{{\rm {d}}x}}\ {\bigg )}{\rm {d}}x\\&=\int k\ {\rm {d}}h+\int h\ {\rm {d}}k\\\end{aligned}}}
移项整理，得不定积分形式的分部积分方程
{\displaystyle \int {\frac {{\rm {d}}h}{{\rm {d}}x}}k\ {\rm {d}}x=hk-\int h{\frac {{\rm {d}}k}{{\rm {d}}x}}\ {\rm {d}}x}
由以上等式我们可以推导出分部积分法在区间{\displaystyle [a,A]\ }的定积分形式
{\displaystyle \int _{a}^{A}{\frac {{\rm {d}}h}{{\rm {d}}x}}k\ {\rm {d}}x={\big [}hk{\big ]}_{a}^{A}-\int _{a}^{A}h{\frac {{\rm {d}}k}{{\rm {d}}x}}\ {\rm {d}}x}
已经积出的部分{\displaystyle {\big [}hk{\big ]}_{a}^{A}}可以代入上下限{\displaystyle [a,A]\ }表示为以下等式，
{\displaystyle {\big [}hk{\big ]}_{a}^{A}=h(A)k(A)-h(a)k(a)}
而以上这条等式可以通过函数求导乘积法则，以及微积分基本定理通过以下方式倒推并得以验证
{\displaystyle {\begin{aligned}h(A)k(A)-h(a)k(a)&=\int _{a}^{A}{\frac {{\rm {d}}(hk)}{{\rm {d}}x}}\ dx\\&=\int _{a}^{A}{\bigg (}{\frac {{\rm {d}}h}{{\rm {d}}x}}k+h{\frac {{\rm {d}}k}{{\rm {d}}x}}\ {\bigg )}\ dx\\&=\int _{a}^{A}k\ {\rm {d}}h+\int _{a}^{A}h\ {\rm {d}}k\\\end{aligned}}}
在传统的微积分教材裡分部积分法通常写成不定积分形式：
{\displaystyle \int f(x)g'(x)\,dx=f(x)g(x)-\int f'(x)g(x)\,dx,}
如果更簡單些，令{\displaystyle u=f(x)}、{\displaystyle v=g(x)}，微分{\displaystyle {\rm {d}}u=f'(x){\rm {d}}x}和{\displaystyle {\rm {d}}v=g'(x){\rm {d}}x},，就可以得到更常見到的形式：
{\displaystyle \int u\,dv=uv-\int v\,du}。
注意，上面的原式中含有g的導數；在使用這個規則時必須先找到不定積分g，並且積分{\displaystyle \int gf'{\rm {d}}x}必須是可積的。
在级数的离散分析中也可以用到类似的公式表达，称为分部求和。
另一可用的表達方式可以將原表達方式裡的因子僅寫成f和g，但缺點是引進了鑲套積分：
{\displaystyle \int fg\,dx=f\int g\,dx-\int \left(f'\int g\,dx\right)\,dx}。
这个表达方式只有当f是连续可导而且g是连续的时才有效。
在黎曼-斯蒂尔吉斯积分和勒贝格-斯蒂尔吉斯积分有更多分部积分的公式。
提示：部分積分下面這樣更複雜一點的積分運算裡也是有效的：
{\displaystyle \int uv\,dw=uvw-\int uw\,dv-\int vw\,du}。

## 例题
用分部积分法求积分：
{\displaystyle \int x\cos(x)\,dx}
先设：
{\displaystyle u=x}，故{\displaystyle du=dx}，
{\displaystyle dv=\cos(x)dx}，故{\displaystyle v=\sin(x)}.
代入原积分：
{\displaystyle {\begin{aligned}\int x\cos(x)\,dx&=\int u\,dv\\&=uv-\int v\,du\\&=x\sin(x)-\int \sin(x)\,dx\\&=x\sin(x)+\cos(x)+C\end{aligned}}}
这里{\displaystyle C}是任意积分常数。
连续使用分部积分可以求解这类积分：
{\displaystyle \int x^{3}\sin(x)\,dx\quad {\mbox{and}}\quad \int x^{2}e^{x}\,dx}
每次分部积分后{\displaystyle x}的幂减低1次。
下面这个例子需要用点技巧：
{\displaystyle \int e^{x}\cos(x)\,dx}
和其他例题不同的是分部积分之后得出的结果里含有要求解的积分式，在这时不必再按积分做下去。
此题要使用两次分部积分。先令：
{\displaystyle u=\cos(x)}；故{\displaystyle du=-\sin(x)dx}
{\displaystyle dv=e^{x}dx}；故{\displaystyle v=e^{x}}
于是有：
{\displaystyle \int e^{x}\cos(x)\,dx=e^{x}\cos(x)+\int e^{x}\sin(x)\,dx}
对余下的积分式再用分部积分，设：
{\displaystyle u=\sin(x)}；{\displaystyle du=\cos(x)dx}
{\displaystyle v=e^{x}}；{\displaystyle dv=e^{x}dx}
得到：
| {\displaystyle \int e^{x}\sin(x)\,dx} | {\displaystyle =e^{x}\sin(x)-\int e^{x}\cos(x)\,dx} |
把两次分部积分的结果合在一起：
{\displaystyle \int e^{x}\cos(x)\,dx=e^{x}\cos(x)+e^{x}\sin(x)-\int e^{x}\cos(x)\,dx}
注意，要求解的积分式同时出现在等式两边。我们只要把它移到等式一边就可以得到积分结果：
{\displaystyle 2\int e^{x}\cos(x)\,dx=e^{x}(\sin(x)+\cos(x))+C}
{\displaystyle \int e^{x}\cos(x)\,dx={e^{x}(\sin(x)+\cos(x)) \over 2}+C}
同样, C在这里是积分常数。
同样的技巧用在求解正割函数的立方的积分里。
另外两个很有用的分部积分范例是分部积分法用在函数本身和1的乘积。这里的前提是函数的导数是已知的，而且这个导数和{\displaystyle x}的乘积的积分已知。
第一个范例是{\displaystyle \int \ln(x)dx}。我们把它写成：
{\displaystyle \int \ln(x)\cdot 1\,dx}
设：
{\displaystyle u=\ln(x)}；{\displaystyle du={\frac {1}{x}}dx}
{\displaystyle v=x}；{\displaystyle dv=1\cdot dx}
于是：
| {\displaystyle \int \ln(x)\,dx} | {\displaystyle =x\ln(x)-\int {\frac {x}{x}}\,dx} |
|                                 | {\displaystyle =x\ln(x)-\int 1\,dx}              |
{\displaystyle \int \ln(x)\,dx=x\ln(x)-{x}+{C}}
{\displaystyle \int \ln(x)\,dx=x(\ln(x)-1)+C}
同样，{\displaystyle C}是积分常数。
第二个范例是{\displaystyle \int \arctan(x)dx}，这里{\displaystyle \arctan(x)}是反三角函数。成重写入下：
{\displaystyle \int \arctan(x)\cdot 1\,dx}
令：
{\displaystyle u=\arctan(x)}；{\displaystyle du={\frac {1}{1+x^{2}}}dx}
{\displaystyle v=x}；{\displaystyle dv=1\cdot dx}
代入后有：
| {\displaystyle \int \arctan(x)\,dx} | {\displaystyle =x\arctan(x)-\int {\frac {x}{1+x^{2}}}\,dx}         |
|                                     | {\displaystyle =x\arctan(x)-{1 \over 2}\ln \left(1+x^{2}\right)+C} |
其中用到换元积分法和自然对数积分。

## LIATE法则
LIATE法则是一条经验法则，由选择以下列表中首先出现的函数为u组成：
L: 对数函数：{\displaystyle \ln(x),\ \log _{b}(x),}等。
I: 反三角函数：{\displaystyle \arctan(x),\ \operatorname {arcsec}(x),}等。
A: 代数函数：{\displaystyle x^{2},\ 3x^{50},}等。
T: 三角函数：{\displaystyle \sin(x),\ \tan(x),}等。
E: 指数函数：{\displaystyle e^{x},\ 19^{x},}等。
要成为{\displaystyle dv}的函数以这个列表中的后一个为准，因为求列在后面的函数的不定积分比列在前面的更容易。LIATE这个口诀代表优先选择的顺序。该法则有时候会写作"DETAIL"，其中D代表{\displaystyle dv}。
为了展示LIATE法则，以下面这个积分作示范：
{\displaystyle \int x\cos x\,dx.\,}
根据LIATE法则，{\displaystyle u=x}和{\displaystyle dv=\cos xdx}，于是{\displaystyle du=dx}和{\displaystyle v=\sin x}，这个积分就变成
{\displaystyle x\sin x-\int 1\sin x\,dx,\,}
等同于
{\displaystyle x\sin x+\cos x+C.\,}
总的来说，在选{\displaystyle u}和{\displaystyle dv}时都是选得{\displaystyle du}比{\displaystyle u} 简单，并且{\displaystyle dv}容易被积。如果选{\displaystyle \cos x}为{\displaystyle u}，{\displaystyle x}为{\displaystyle dv}，就要求这样的积分
{\displaystyle {\frac {x^{2}}{2}}\cos x+\int {\frac {x^{2}}{2}}\sin x\,dx\,\,}
在递归应用分部积分法后，会陷入一个无限循环产生无意义的结果。
LIATE法则尽管很有用，也还是会有例外。所以有时可以用"ILATE"顺序替换。另外，在个别情况要将指数项拆开。例如，求积分
{\displaystyle \int x^{3}e^{x^{2}}\,dx,}
要拆成
{\displaystyle u=x^{2},\quad dv=x\cdot e^{x^{2}}\,dx,}
所以有
{\displaystyle du=2x\,dx,\quad v={\frac {e^{x^{2}}}{2}}.}
然后
{\displaystyle \int x^{3}e^{x^{2}}\,dx=\int (x^{2})\left(xe^{x^{2}}\right)\,dx=\int u\,dv=uv-\int v\,du={\frac {x^{2}e^{x^{2}}}{2}}-\int xe^{x^{2}}\,dx.}
最终的积分结果为
{\displaystyle \int x^{3}e^{x^{2}}\,dx={\frac {e^{x^{2}}(x^{2}-1)}{2}}+C.}
分部积分法通常被用作数学分析中证明定理的工具。